# Wolfenstein 3D
Wolfenstein 3D je videoigra koja prema ocjeni kritičara i novinarima koji pokrivaju računalne igre popularizirala žanr pucačine u prvom licu na računalima tipa PC i koji je stvorio arhetip koje su druge igre iz istoga žanra sljedile. Ovu igru razvila je tvrtka id Software dok je izdavač bio Apogee Software. Igra je izašla 5. svibnja 1992. za MS-DOS. Igra Wolfenstein 3D je inspirirana igrama tvrtke Muse Software: Castle Wolfenstein i Beyong Castle Wolfenstein koje su izašle u 1980-tim.